# Mil rayas

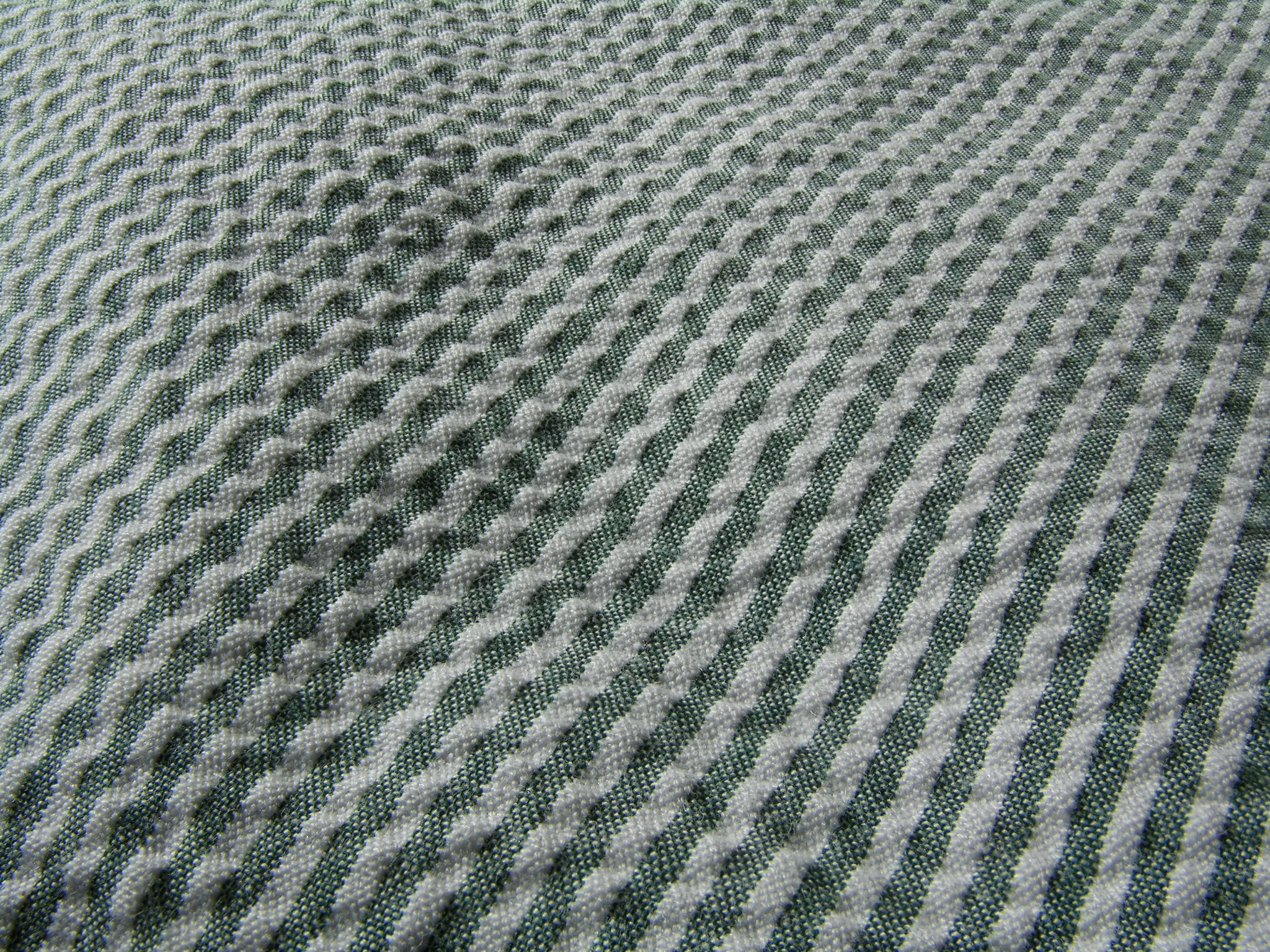
Un mil rayas de líneas verdes y blancas.

El mil rayas, también llamado seersucker, es un tejido estampado de algodón procedente de la India.

## Descripción
El mil rayas consiste en una alternancia de líneas azules lisas y de líneas blancas tejidas, que se obtienen al aplicar diferentes tensiones sobre el telar. Suele emplearse para la confección de vestidos en los cuales el tejido favorece la pérdida de calor y la circulación del aire.
El nombre mil rayas hace referencia a las numerosas líneas que posee. Su nombre en inglés (seersucker) proviene del persa «shir o shekar», esto es, «leche y azúcar», en relación con una probable semejanza con los dichos alimentos, ya que uno es liso y el otro áspero.

## Historia
Es originario de la India, donde se lleva en los hábitos de ceremonia junto con la seda ondulada, con el oro y con la plata. Fue importada a Europa en el año 1750 y estuvo de moda en la corte del rey Luis XV de Francia. Los ingleses lo introdujeron de nuevo en el siglo XX en Europa después de haberlo adoptado en las colonias, sobre todo en la India.
Enseguida se convirtió en un elemento importante en el sur de los Estados Unidos y, de hecho, hoy en día, cada segundo o tercer miércoles de junio, los senadores oriundos del sur de los Estados Unidos celebran el «Seersucker Thursday», y asisten a las cámaras legislativas con ropa elaborada de este tejido.